# 4167 Riemann
A 4167 Riemann (ideiglenes jelöléssel 1978 TQ7) a Naprendszer kisbolygóövében található aszteroida. Ljudmilla Vasziljevna Zsuravljova fedezte fel 1978. október 2-án.